# Franjo Mustač Medarov
Franjo Mustač Medarov (Sveta Marija, 29. ožujka 1958.), hrvatski slikar. Najpoznatiji je slikar međimurskog kraja. 

## Životopis
Rodio se je 29. ožujka 1958. godine u tradicionalnoj bogobojaznoj patrijarhalnoj obitelji u Svetoj Mariji gdje provodi cijelo djetinjstvo do kraja osnovne škole. Vrlo mlad pohađa crkvu. S petnaest godina napušta rodni kraj i odlazi u Zagreb. Tu pohađa Školu primijenjene umjetnosti. Na školovanju se je profilirao u vrsnog poznavatelja različitih slikarsko - grafičkih tehnika. Svaki put se pri povratku kući iz Zagreba služio vlakom. Zatim je od željezničke postaje do svog sela pješačio više od tri kilometra. Dolazak na proplanak s kojeg puca pogled na selo, ostavio je cjeloživotni trag na Medaru. Taj prizor koji ga je zadivljivao trajno je ishodište u njegovoj kasnijem pejzažnom slikarstvu.
Nakon odsluženih 15 mjeseci vojske na tuzlanskom području, vraća se u rodni kraj i zapošljava se u Čateksu kao dezinater, gdje radi punih 40 godina nakon čega odlazi u mirovinu 2018. godine. Jedan je od osnivača Likovne udruge donjeg Međimurja, a neko vrijeme obnašao je i dužnost predsjednika udruge. 
To je bilo 1987. godine kad se sa skupinom istomišljenika, gospodinom Franjom Ružmanom i Damirom Šalarijem formirao prvu amatersku likovnu udrugu na području Međimurja sa sjedištem u Prelogu, čiji je član i danas. Član je i Likovne udruge Varaždin.
Nerijetko se odaziva pozivma na brojne likovne kolonije diljem Hrvatske. Poznat je po svom kolorističkom, lirskom izričaju i pejzažnim motivma kojima ovjekovječuje sjećanja iz svog djetinjstva. Osim pejzaža, česte teme su mu i mrtva priroda te scene nekadašnjeg života međimurskog sela, krajobrazi sa specifičnim sakralnim objektima koji obilježavaju međimurska sela te mrtva priroda.
Neprekidno je izlagao djela od 1982. godine s članovima Udruge u Hrvatskoj, Sloveniji i Njemačkoj te samostalno u Svetoj Mariji, Prelogu, Čakovcu, Varaždinu, Buzetu i Zagrebu. 
Slika u tehnikama ulja na platnu i akvarel.

## Ostali radovi
Autor je spomenika poginulim braniteljima Domovinskog rata u Svetoj Mariji i Donjem Mihaljevcu. Izradio je ilustracije za zbirku pjesama "Balade Perice Potepuha" Pavla Ružmana. 
Naslikao je mural Isusa Krista na pročelju zgrade groblja u Svetoj Mariji.

## Književnost
Osim likovnog stvaralaštva, Franjo Mustač Medarov autor je i knjige "Slikovnica". Knjiga je prvi put predstavljena 24. travnja 2025. u Čakovcu u Zgradi Scheier.

## Nagrade
- Hrvatski sabor kulture – Pohvala za prikaz obiteljsko-tradicionalnog života – 20. studenog 2024.[9]

## Vanjske poveznice
- Martin Lukavečki: Franjo Mustač Medarov - nježnim bojama prepričava zauvijek izgubljeno vrijeme  Arhivirana inačica izvorne stranice od 3. travnja 2017. (Wayback Machine), HRT Magazin, 2. travnja 2017.
- Facebook
- galerijamustac.com